# Chiesa cattolica in Estonia
La Chiesa cattolica in Estonia è parte della Chiesa cattolica in comunione con il vescovo di Roma, il Papa.
Ha origine nel medioevo, poiché il territorio del paese apparteneva all'Ordine Teutonico, che ne evangelizzò la popolazione. Quando l'ordine si dissolse l'Estonia divenne prevalentemente luterana e durante l'Impero russo anche ortodossa.

## Storia
Il cristianesimo fece breccia fra i popoli baltici nel secondo millennio. Con le cosiddette crociate del Nord, i regnanti occidentali intrapresero una vasta campagna di conquista di quelle terre contestualmente all'opera di evangelizzazione. La conquista, accompagnata da un forte movimento di migrazione e di colonizzazione, fu sostenuta in particolare dall'Ordine Teutonico, che creò un suo Stato monastico, confermato sia dall'imperatore Federico II che dal papa Gregorio IX.
Nell'odierna Estonia furono erette tre diocesi. Sotto i domini dell'Ordine Teutonico sorsero le diocesi di Dorpat e di Ösel-Wiek, che erano anche principati ecclesiastici. Nel nord dell'Estonia invece, sottomessa alla corona danese fino al 1346, sorse la diocesi di Reval (oggi Tallinn). Queste sedi episcopali erano suffraganee dell'arcidiocesi di Riga.
Nel XVI secolo, il luteranesimo si impose nel Paese: ciò determinò la secolarizzazione dei principati ecclesiastici e dell'Ordine Teutonico e la fine del cattolicesimo estone. Solo nella seconda metà del Settecento è documentata una presenza cattolica in Estonia, nel frattempo passata sotto il dominio dei Russi, composta per lo più di stranieri, senza alcuna struttura ufficiale e nessun luogo di culto pubblico. Alla fine del secolo il comandante della guarnigione russa di Tallinn, al cui comando vi erano diversi soldati polacchi, chiese ed ottenne un cappellano cattolico: è così che i Domenicani fecero il loro ingresso in Estonia. Nel 1845 fu eretta la prima parrocchia cattolica di Tallinn, dedicata ai Santi Pietro e Paolo. Allo scoppio della prima guerra mondiale vi erano in tutto il Paese quattro parrocchie, per circa 5.000 fedeli, dipendenti dall'arcidiocesi di Mahilëŭ.
Dopo la guerra, quando l'Estonia divenne indipendente, i cattolici del Paese furono sottomessi alla giurisdizione dell'arcivescovo di Riga, fino a che il 1º novembre 1924 fu eretta l'amministrazione apostolica di Estonia e la chiesa dei Santi Pietro e Paolo ne divenne la cattedrale. La popolazione cattolica era per lo più composta da tedeschi del Baltico, presenti in quelle terre da oltre sette secoli, e da discendenti di polacchi e lituani; poche decine invece erano gli estoni cattolici. Dal 1940 l'Estonia fu prima occupata e poi annessa all'Unione Sovietica: l'amministratore apostolico, Eduard Profittlich, gesuita e tedesco, fu catturato e morì in prigione nel 1942. Alla fine della guerra, l'amministrazione apostolica è ridotta a pochi membri, a causa della scomparsa dell'etnia germano-baltica, e sottomessa alla giurisdizione dei vescovi polacchi.
Negli anni ottanta del Novecento, il cattolicesimo ha ripreso vigore; nel 1985 è ordinato il primo prete estone Rein Õunapuu, nuovi missionari arrivano nel Paese, e nel 1992, dopo cinquant'anni di sede vacante, la Santa Sede ha nominato un nuovo amministratore apostolico. Nel settembre 1993 la piccola comunità cattolica estone ha ricevuto la visita pastorale di papa Giovanni Paolo II e, nel settembre 2018, quella di papa Francesco.

## Organizzazione territoriale
Il 1º novembre 1924 la Chiesa cattolica riottenne l'autonomia in Estonia: il territorio del paese venne scorporato dall'arcidiocesi lettone di Riga e nel contempo venne eretta l'amministrazione apostolica di Estonia, che nel 2024 ha assunto il nome di diocesi di Tallinn.
Nel 1999 i cattolici erano 3.500 e nel 2002 5.745, suddivisi in 5 parrocchie. In percentuale i cattolici rappresentano lo 0,4% della popolazione, assistiti da 6 preti diocesani, 6 preti di ordini religiosi e 15 suore.

## Nunziatura apostolica
Nel 1922, con l'indipendenza dei Paesi baltici, la Santa Sede eresse la delegazione apostolica di Lettonia, Lituania ed Estonia, e nominò primo delegato apostolico il gesuita Antonino Zecchini (20 ottobre 1922).
La nunziatura apostolica d'Estonia fu eretta l'11 settembre 1933, con il breve Cum in Republica Estoniensi di papa Pio XI; sede del nunzio era la città di Tallinn.
In seguito all'occupazione sovietica del Paese le relazioni diplomatiche furono interrotte.
Esse sono riprese il 3 ottobre 1991 dopo la riottenuta indipendenza dell'Estonia.
Il nunzio apostolico in Estonia ricopre lo stesso incarico anche per Lettonia e Lituania, dove risiede nella capitale Vilnius.

### Nunzi apostolici
- Edward Aleksander Władysław O'Rourke † (8 dicembre 1920 - dicembre 1921 dimesso)
- Antonino Zecchini, S.I. † (25 ottobre 1922 - 22 ottobre 1933 dimesso)
- Antonino Arata † (12 luglio 1935 - 1939 dimesso)
  - Relazioni interrotte
- Justo Mullor García † (30 novembre 1991 - 2 aprile 1997 nominato nunzio apostolico in Messico)
- Erwin Josef Ender † (9 luglio 1997 - 19 maggio 2001 nominato nunzio apostolico nella Repubblica Ceca)
- Peter Stephan Zurbriggen † (25 ottobre 2001 - 14 gennaio 2009 nominato nunzio apostolico in Austria)
- Luigi Bonazzi (14 marzo 2009 - 18 dicembre 2013 nominato nunzio apostolico in Canada)
- Pedro López Quintana (22 marzo 2014 - 4 marzo 2019 nominato nunzio apostolico in Austria)
- Petar Rajič (6 agosto 2019 - 11 marzo 2024 nominato nunzio apostolico in Italia e nella Repubblica di San Marino)
- Georg Gänswein, dal 24 giugno 2024